# Love, Marilyn - I diari segreti
Love, Marilyn - I diari segreti (Love, Marilyn) è un film documentario del 2012 sugli scritti di Marilyn Monroe diretto da Liz Garbus.